# Јулија Вакуленко
Јулија Вакуленко (укр. Юлія Вакуленко; рођ. Јалта СССР 10. јули 1983) је украјинска тенисерка.
Професионално је почела играти 1998. и до данас је освојила 4 ИТФ турнира у појединачној конкурениви и ниједан ВТА турнир.

### Пласман на ВТА листи на крају сезоне
| Година  | 1999 | 2000 | 2001 | 2002 | 2003 | 2004 | 2005 | 2006 | 2007 | 2008 |
| Пласман | 417  | 226  | 135  | 209  | 73   | 129  | 185  | 120  | 32   |      |

## Резултати Јулија Вакуленко

### Победе појединачно (0)
Ниједна

### Порази у финалу појединачно (1)
| Бр. | Датум    | Турнир                 | Катего- рија | Наградни фонд $ | Подлога      | Противница       | Резултат |
| --- | -------- | ---------------------- | ------------ | --------------- | ------------ | ---------------- | -------- |
| 1   | 29/10/07 | Bell Challenge, Квебек | III          | 175000          | тврда (отв.) | Линдси Давенпорт | 6-4, 6-1 |

### Победе у пару (0)
Ниједна

### Порази у финалу у пару (0)
Ниједан

### Учешће наГренд слемтурнирима

#### Појединачно
| Година | Аустралијан Опен | Аустралијан Опен | Ролан Гарос | Ролан Гарос          | Вимблдон | Вимблдон           | Ју-Ес Опен | Ју-Ес Опен         |
| ------ | ---------------- | ---------------- | ----------- | -------------------- | -------- | ------------------ | ---------- | ------------------ |
| 2003   | -                | -                | 3 коло      | Џенифер Капријати    | 1 коло   | Жистин Енен        | 2 коло     | Данијела Хантухова |
| 2004   | 2 коло           | Паола Суарез     | 1 коло      | Аранча Пара Сантонха | 1 коло   | Џенифер Хопкинс    | 2 коло     | Амели Моресмо      |
| 2005   | -                | -                | -           | -                    | 2 коло   | Мери Пирс          | -          | -                  |
| 2006   | -                | -                | 3 коло      | Пати Шнидер          | 1 коло   | Ванја Кинг         | -          | -                  |
| 2007   | 2 коло           | Марија Кириленко | 1 коло      | Јоана Ралика Олару   | 1 коло   | Светлана Кузњецова | 4 коло     | Агнес Шавај        |
| 2008   | 1 коло           | Јелена Веснина   | 1 коло      | Ализе Корне          | 1 коло   | Флавија Пенета     | 1 коло     | Јелена Веснина     |

### У пару
| Година | Аустралијан Опен  | Аустралијан Опен        | Ролан Гарос    | Ролан Гарос             | Вимблдон         | Вимблдон                 | Ју-Ес опен         | Ју-Ес опен            |
| ------ | ----------------- | ----------------------- | -------------- | ----------------------- | ---------------- | ------------------------ | ------------------ | --------------------- |
| 2004   | 1 коло М. Мореро  | Емили Лоа Никол Прат    | -              | -                       | -                | -                        | -                  | -                     |
| 2007   | -                 | -                       | 1 коло А. Резе | М. Јохансон Селима Сфар | 1 коло А. Резе   | М. Кириленко Ј. Веснина  | 1 коло Л. Декмејер | А. Шавај В. Ухлиржова |
| 2008   | 1 коло С. Бремонд | Ji Chunmei Sun Shengnan | -              | -                       | 1 коло В. Рацано | В. Душевина Е. Џехалевич | -                  | -                     |

### Учешће уФед купу
До данас није играла у ФЕД купу